# Smittina nitidissima
Smittina nitidissima is een mosdiertjessoort uit de familie van de Smittinidae.